# سدوهپتولوز
سدوهپتولوز (به انگلیسی: Sedoheptulose) با فرمول شیمیایی C7H14O7 یک ترکیب شیمیایی با شناسه پاب‌کم 5459879 است. که جرم مولی آن ۲۱۰٫۱۸۲ گرم بر مول می‌باشد.
سدوهپتولوز یک کتو هپتوز (یک مونوساکارید با هفت اتم کربن و یک گروه عاملی کتون). این ماده یکی از معدود هپتوزهای موجود در طبیعت است و در میوه‌ها و سبزیجات گوناگون از هویج و تره‌فرنگی گرفته تا انجیر و انبه و آووکادو یافت می‌شود.
این ماده یک واسطه در مسیرهای تنفسی و فتوسنتز است و نقش مهمی در شاخه غیر اکسیداتیو مسیر پنتوز فسفات ایفا می‌کند.
مطالعات نشان داده است که سدوهپتولوز می‌تواند نشانگرهای پیش‌التهابی را در شرایط درون‌کشتگاهی مانند اینترلوکین ۶ (IL-6) و پروتئین واکنشی سی کاهش دهد و بنابراین ممکن است بتواند التهاب سطح پایین را در انسان کاهش دهد.
افزون بر این، عدم وجود سدوهپتولوز در رژیم غذایی و هپتوزهای مرتبط با آن می‌تواند باعث ایجاد سیستینوز در هنگام نقص ژنتیکی نادر شود.